# جيم فرازير (لاعب كرة قدم أمريكية)
جيم فرازير (بالإنجليزية: Jim Fraser)‏ هو لاعب كرة قدم أمريكية أمريكي، ولد في 29 مايو 1936 في فيلادلفيا في الولايات المتحدة.

## وصلات خارجية
- جيم فريزر على موقع مرجع كرة القدم المحترفة.كوم (الإنجليزية)